# Trettio pinnar muck
Trettio pinnar muck är en svensk komedifilm från 1966 i regi av Ragnar Frisk.

## Om filmen
Filmen hade premiär den 22 december 1966 på biograf Saga i Östersund. Stockholmspremiär annandag jul samma år på biograferna Anglais vid Stureplan, Söderbio vid Götgatan och Falken i Jakobsberg. Den spelades in på Stora Skuggans skjutfält i Stockholm och Gullins konfektionsfirma av Arne Brandhild. För akrobatiken i regementets hindergård svarade gymnastikgruppen Veteranerna.

## Rollista i urval
- Anita Lindblom – Kristina Kalling
- Jokkmokks-Jokke – Jokke, malaj
- Arne Källerud – Knislund, spion
- Carl-Axel Elfving – Evald Storm, sergeant
- Lars Lind – 34:an Rolf Jönsson
- Julia Cæsar – faster Clara Andersson
- Sune Mangs – skrothandlare
- Gösta Krantz – en värnpliktig
- Laila Nyström – fröken Greta, servitris
- Bosse Parnevik – 112:an
- Nisse Ericson – Olle Friman, kapten
- Tompa Jahn – 87:an Andersson
- Runo Sundberg – Kloker
- Gösta Jonsson – Gren, säkerhetstjänsteman
- Sten Ardenstam – stridsvagnskonstruktör
- Stellan Skantz – 99:an Nilsson
- Bosse Högberg – sjukvårdsbiträde

## Musik i filmen
- Since You Broke my Heart, kompositör och text Gunnar Idering, framförs av gruppen The Mascots
- The Girl That you Are, kompositör och text Rolf Adolfsson, framförs av gruppen The Mascots
- Lille man, kompositör Sonny Bono, text Yngve Orrnell, sång Anita Lindblom
- Du vet..., kompositör Hervé Vilard, text Allan Forss, sång Anita Lindblom
- Jag är en malaj blott, kompositör och text Kalle Nämndeman, sång Jokkmokks-Jokke
- Gulle-Gulle-Gott, sång Jokkmokks-Jokke
- Mitt stridsrop det är tjosan, sång Jokkmokks-Jokke
- Karin, Sofia, Margareta, sång Jokkmokks-Jokke